# Большая Ногайская Орда

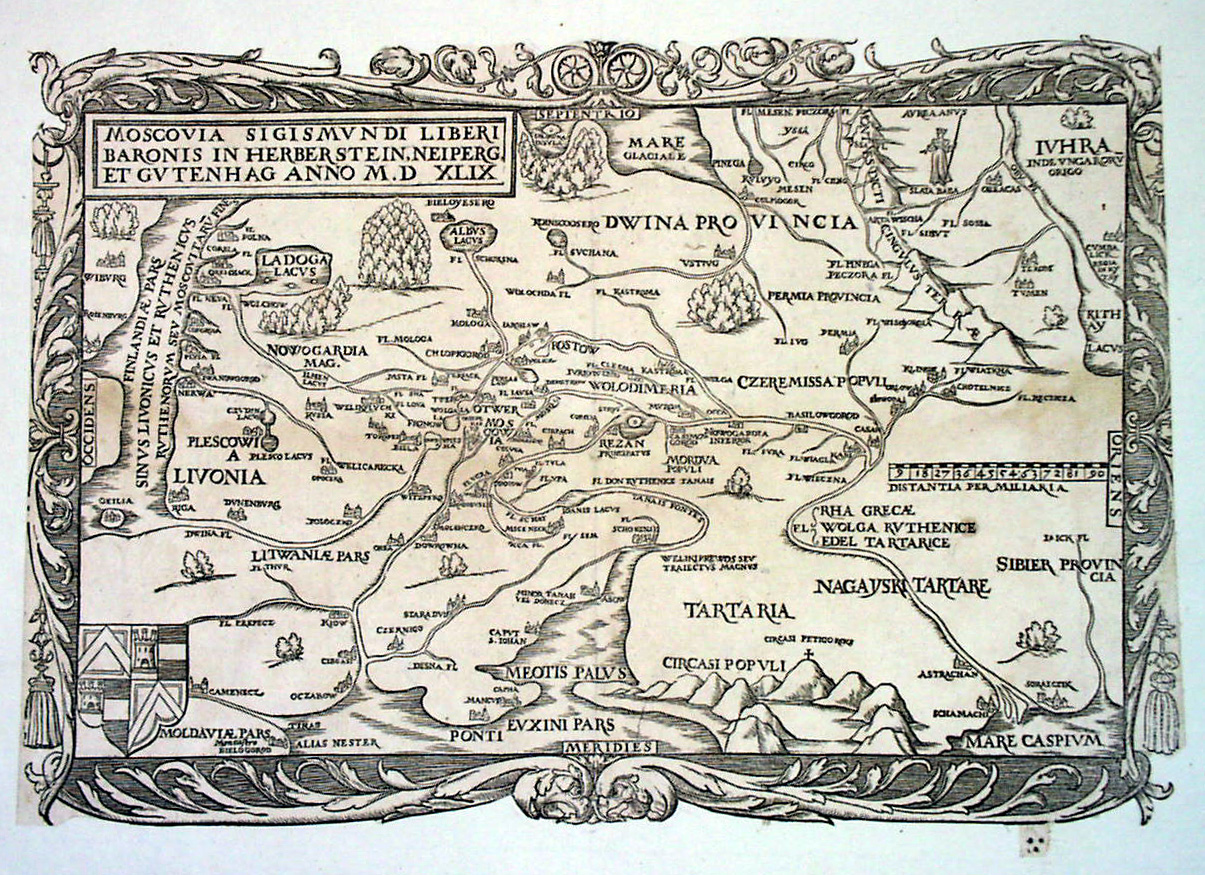
Карта Московии, опубликованная Герберштейном в 1549 г.

Больша́я Нога́йская Орда́ (Больши́е Нога́и; Мангытский юрт) — кочевое государственное образование ногайцев (ногаев), выделившееся во 2-й половине XVI века из Ногайской Орды.
В 1634 году ногаи Большой Орды переселились на правобережье Волги, где кочевали с Малыми ногаями.

## География
На начало XVII века владения Большой Ногайской Орды простирались в Северном Прикаспие: от Волги на западе до Эмбы на востоке. На севере кочевья ногайцев доходили до рек Самара, Орь и Иргиз. Таким образом, Большая Ногайская Орда включала в себя территории российского Поволжья (Астраханская, Волгоградская, Саратовская и Самарская области) и Западного Казахстана (Актюбинская, Атырауская область и Западно-Казахстанская области).

## История
В 1557 году бей Ногайской Орды Исмаил признал себя вассалом Ивана Грозного. В связи с этим Ногайская Орда разделилась на Большую Ногайскую Орду (Большие Ногаи), оставшуюся в Степном Заволжье, и на не пожелавшую признать московский сюзеренитет Малую Ногайскую Орду (Малые Ногаи, Казыев улус, или Кубанская Орда), откочевавшую под руководством Кази-мирзы на запад в Приазовье и на Кубань.
Однако дипломат Священной Римской империи Сигизмунд фон Герберштейн на своей карте Московии, опубликованной ещё в 1549 году, помещает ногайских татар (Nagayske Tartare) в низовьях Волги по обоим берегам (см. правый нижний край карты).
В 1577 году столица Орды Сарайчик была взята русским войском князя Серебряного. Конец Орде как самостоятельному образованию положили бесконечные внутренние смуты. Трепавлов В. В. выделяет три Смуты и агонию Орды. Естественно, наступившей слабостью государства не преминули воспользоваться соперники Ногайской Орды.
В 1578 году бием Орды становится Урус. 
Убедившись в нежелании Ивана IV видеть в нем равноправного партнера, Урус решился на свертывание отношений с Россией и нагнетание враждебности.
Уже летом 1580 года ногайские 
отряды вместе с Малыми Ногаями и крымскими ногаями (дивеевцами) со
вершили ряд нападений на «украйны». Интриги Уруса распространялись и на Среднее Поволжье, где он в 1580 году безуспешно пытался поднять на царя черемисов.
С целью защиты от ногайских набегов и экспансии на восток на главных переправах Волги были воздвигнуты города Самара, Царицын и Саратов.
После смерти Бия Иштерека и кековата Ногайской Орды в 1618 году она полностью ослабевает. К 1620 годам она полностью распадается и перестаёт быть централизованным государством. К приходу калмыков численность ногаев за Волгой не превышала 80 тысяч. Из них только 10 тысяч были во власти бия, и 30 тысяч — во власти Нурадина.
В 1628—1630 годах калмыки во главе с Хо-Урлюком напали на Большую Ногайскую Орду и заняли междуречье Волги и Яика.
В 1634 году калмыки вновь напали на Большую Ногайскую Орду и разгромили её. Остатки Больших ногаев в 1632—1634 годах были вынуждены перебраться на правобережье Волги и кочевать с Малой Ногайской ордой.
В неравной войне с калмыками и казаками ногайцам пришлось оставить свои заволжские кочевья и полностью уйти на Кавказ.

## ПравителиБольшой Ногайской Орды
- Тинехмат-бий, сын Исмаил-бия, бий 1563—1578
- Урус-бий, сын Исмаил-бия, нурадин 1563—1578, бий 1578—1590
- Динбай-мирза, сын Исмаил-бия, нурадин 1578—1584
- Саид Ахмад-мирза, сын Мухаммад-мирзы, нурадин 1584—1587
- Ураз Мухаммад-бий, сын Дин Ахмад-бия, 1584—1590, бий 1590—1598
- Дин Мухаммад-бий, сын Дин Ахмад-бия, нурадин 1590—1598, бий 1598—1600
- Иштерек-бий, сын Дин Ахмад-бия, нурадин 1598—1600, бий 1600—1619
- Кучук-мирза, сын Дин Ахмад-бия, нурадин 1600—1604
- Йаш Тарак-мирза, сын Кучук-мирзы, кековат 1600—1619
- Шай Тарак-мирза, сын Кучук-мирзы, нурадин 1604—1619
- Каракель Мухаммад-мирза, сын Ураз Мухаммад-бия, 1604—1622, нурадин 1622—1631
- Канай-бий, сын Динбай-мирзы, бий 1622—1634